# Vote-a-rama
Un "voto-a-rama" (o "voto-arama", "voto-athon"), es un procedimiento en el Senado de los Estados Unidos que permite a los senadores proponer un número ilimitado de enmiendas a medidas relacionadas con el presupuesto. Después de un breve debate, cada una de las enmiendas se votan sucesivamente.
El voto-a-ramas ha sido un elemento fijo del presupuesto del Senado y los proyectos de ley de reconciliación desde la década de 1990. Principalmente, es una herramienta de mensajería política, ya que permiten a los senadores individuales forzar votos sobre enmiendas polémicas o divisivas que normalmente no permitiría el líder de la mayoría.

## Historia

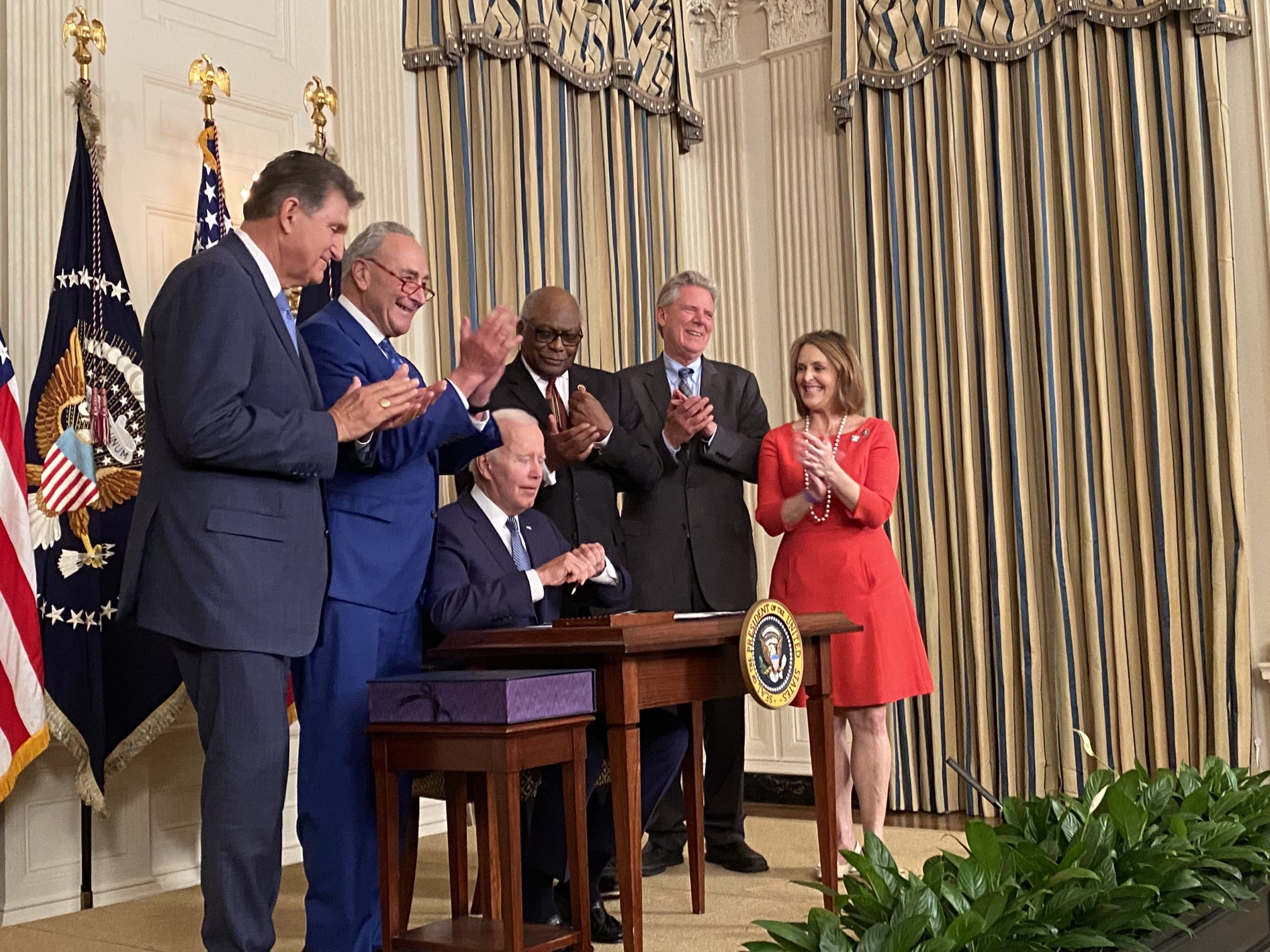
Joe Biden firma la Ley de Reducción de la Inflación de 2022, un proyecto aprobado luego de una votación-a-rama.

En el Senado de los Estados Unidos, los voto-a-rama han sido una característica de la consideración de resoluciones presupuestarias y proyectos de ley de reconciliación   desde la década de 1980, y se convirtieron en un elemento fijo desde que se intensificó el conflicto entre los partidos políticos en mediados de la década de 1990. El término "vote-a-rama" parece haber sido acuñado por el senador Trent Lott, entonces líder adjunto de la mayoría, en 1996.
La práctica del voto-a-rama fue desarrollada a través de acuerdos entre los líderes del Senado para acelerar la votación de las enmiendas después de que expiren las 50 horas para el debate asignadas por la Ley de Presupuesto de 1974. Las reglas para las votaciones en el Senado en su forma actual se acordaron por primera vez en 1993, cuando el plazo reglamentario expiró el quinto día de la consideración de la resolución del presupuesto. Desde entonces, cada voto-a-rama, incluidas las enmiendas a votar, ha sido regulado por acuerdos de consentimiento unánime negociados entre los líderes del recinto.

## Procedimiento
Las votaciones-a-rama son posibles porque la Ley de Presupuesto limita el tiempo de debate pero no la "consideraciones" de todas las medidas presupuestarias, lo que significa que se vota cada enmienda. No obstante, las enmiendas no se permiten si no guardan relación con el proyecto de ley (es decir, no pertenecen a su tema) o si violan la Regla de Byrd.
En el Senado, para cada enmienda, su patrocinador y un oponente designado normalmente tienen cada uno treinta segundos, o un minuto, de tiempo para presentar su caso. A partir de entonces, se lleva a cabo una votación nominal de diez minutos, en la que se pide a cada senador que exprese su posición. El proceso continúa hasta que se produce la clausura, que requiere una mayoría calificada de 60 votos, o hasta que ningún senador desee proponer enmiendas, lo que puede llevar un tiempo considerable. Por ejemplo, en el proceso presupuestario de 2013, el Senado tardó casi 16 horas en votar 43 enmiendas. En el proceso de reconciliación, el voto-a-rama está precedido por 24 horas de debate sobre el proyecto de ley de reconciliación y seguido por la votación final.

## Objetivo
El propósito de la mayoría de las enmiendas en una votación-a-rama no es hacer o cambiar la ley sino ser parte de los mensajes políticos del respectivo senador o partido. Esto se aplica especialmente en el caso de las resoluciones presupuestarias, porque muchas de sus disposiciones no son legalmente vinculantes y, por lo tanto, son una especie de sugerencia al poder ejecutivo o una instrucción al respectivo comité del Congreso. También, son atractivas para este propósito porque, de lo contrario, es difícil y engorroso para un senador obtener un voto en la sala sobre una propuesta.
Las enmiendas en los votos-a-rama pueden ser una forma de probar el apoyo en un tema en particular. También se pueden usar para señalar el apoyo a un tema popular entre la base política del patrocinador, o los partidos pueden usarlos para tratar de obligar a los miembros del otro partido a tomar una posición que es impopular o divisiva en su partido o en su distrito electoral, para que su voto pueda usarse contra ellos en campañas políticas.
Aparte de eso, también son importantes para que el partido minoritario se asegure de que sus enmiendas reciban una votación. Esto se debe a que, en el curso normal de los negocios, la mayoría a menudo puede impedir una votación sobre las enmiendas ofrecidas por la minoría mediante maniobras de procedimiento como "llenar el árbol de enmiendas".

## Estadísticas
El sitio web del Senado enumera 61 votaciones que se han producido desde 1977, definidas como "legislación que el Senado votó 15 o más veces en un día". La más votada nominalmente (44) fue la resolución presupuestaria del 13 de marzo de 2008. El Servicio de Investigación del Congreso señala que en el Senado, "entre 1993 y 2009, se ofrecieron un promedio de 78 enmiendas a la resolución presupuestaria por año durante la consideración del pleno, con un promedio de 26 (33 %) de las que se debatieron y desecharon antes el vencimiento del tiempo", y el resto se dispondrá en el voto-a-rama.